# Bremerkopf bei Steinberg
Das Naturschutzgebiet Bremerkopf bei Steinberg liegt auf dem Gebiet der Stadt Wadern und der Gemeinde Weiskirchen im Landkreis Merzig-Wadern im Saarland. Das Gebiet erstreckt sich westlich und nördlich von Steinberg, einem Ortsteil von Wadern, und nördlich von Konfeld, einem Ortsteil von Weiskirchen. Nordwestlich verläuft die B 407, nordöstlich die Landesstraße L 150 und südwestlich die L 151. Am nordwestlichen Rand verläuft die Landesgrenze zu Rheinland-Pfalz.

## Bedeutung
Das rund 565 ha große Gebiet ist seit dem 20. Juni 2016 unter der Kennung NSG-N-6407-306 als Naturschutzgebiet ausgewiesen und ersetzte damit die vorherigen Schutzgebiete „Oberes Wahnbachtal“, „Unteres Wahnbachtal-Kirmesbruch“ und „Erweiterung NSG Wahnbachtal“. Das Naturschutzgebiet ist mit dem FFH-Gebiet gleichen Namens deckungsgleich.